# Zygmunt Maszczyk
Zygmunt Paweł Maszczyk (født 3. maj 1945 i Siemianowice Śląskie) er en polsk tidligere fodboldspiller, der var midtbanespiller og en del af det polske landshold i 1970'erne.

## Karriere

### Klubber
Maszcyk spillede det meste af sin karriere for Ruch Chorzów i hjemlandet, inden han fik en enkelt sæson i franske Valenciennes FC.

### Landshold
Han opnåede i alt 36 kampe for Polens A-landshold og 11 ved OL. Her var han med ved OL 1972 i München. Her vandt holdet først sin indledende pulje med tre sejre, hvorpå det i mellemrunden blev til sejr over Sovjetunionen og Marokko samt uafgjort 1-1 mod Danmark. Som vinder af puljen kom Polen derpå til at spille finale mod vinderen af den anden mellemrundegruppe, Ungarn, og her var Polen bagud 0-1 ved pausen. På to mål af Kazimierz Deyna i anden halvleg vendte holdet kampen og sikrede sig guldmedaljerne, mens Ungarn fik sølv og DDR og Sovjetunionen delte bronzen efter en kamp, der endte 1-1. Maszcyk spillede med i seks af holdets syv kampe ved den lejlighed.
Ved OL i 1976 i Montreal var fodboldturneringen ramt af flere afbud. Således bestod Polens indledende pulje kun af tre hold, og Polen vandt puljen med en sejr og en uafgjort. Ved dette OL gik de to bedste hold fra hver pulje videre til kvartfinaler, og her vandt Polen med 5-0 over Nordkorea. Med sejr på 2-0 i semifinalen over Brasilien var holdet klar til finalen mod DDR, som vandt 3-1, så denne gang blev det til OL-sølv til Polen og Maszcyk, mens Sovjetunionen vandt bronze med sejr over Brasilien. Denne gang spillede han med i alle holdets kampe.
Han var desuden med på holdet, der vandt bronze ved VM 1974 i Vesttyskland. Her spillede han i alle kampene.